# Olmo Gentile
Olmo Gentile (Orm in piemontese) è un comune italiano di 68 abitanti della provincia di Asti in Piemonte. Nelle sue vicinanze si estendono ampi noccioleti e castagneti.

## Geografia fisica
Il comune si stende poco a nord del più alto rilievo della provincia di Asti, il Bric Puschera. Viene attraversato da sud a nord dal torrente Tatorba d'Olmo, un affluente della Bormida di Millesimo.

## Storia
Il nome del paese sembra derivare da quello dell'albero Ulmus che, in passato, veniva piantato in prossimità di luoghi sacri in segno di protezione e benedizione.
Le prime tracce del paese si trovano già a partire dal 1142, anno in cui il paese compare in una scrittura testamentaria; passato di mano, in seguito, molte volte diventando un possedimento prima degli Scarampi e poi dei Del Carretto e, infine, di Casa Savoia.
Durante la Guerra di successione di Mantova e del Monferrato fu oggetto di assedio da parte delle truppe spagnole.

### Simboli
Lo stemma del Comune di Olmo Gentile è stato concesso con decreto del presidente della Repubblica del 28 marzo 2007.
Il gonfalone è un drappo di giallo con la bordatura di rosso.

## Monumenti e luoghi d'interesse
A testimonianza delle vicende storiche trascorse, restano alcuni monumenti tra cui:

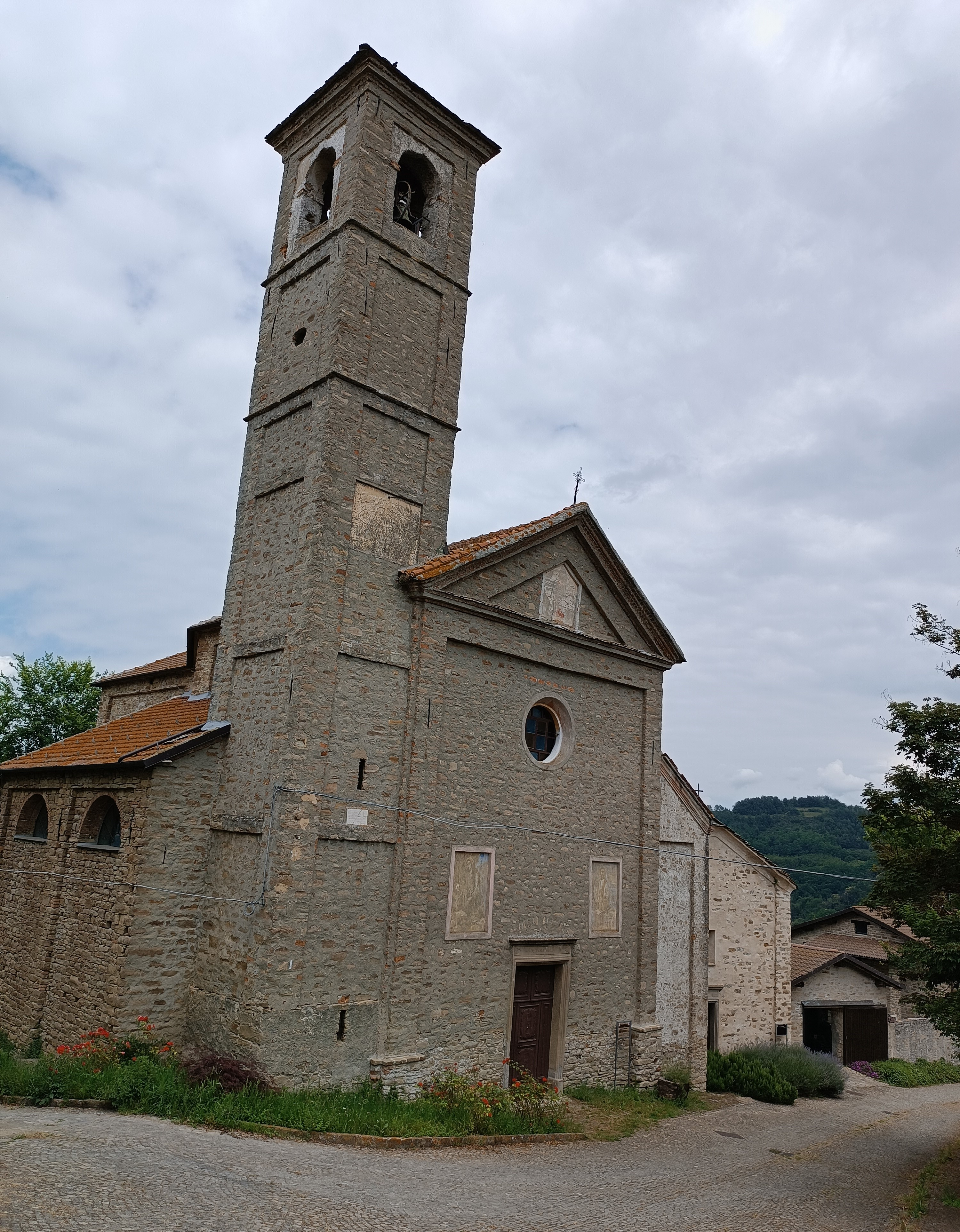
Chiesa Parroccchiale

- Castello e torre (XII secolo): edificio in pietra arenaria più volte rimaneggiato nel corso dei secoli ed attualmente in ristrutturazione[7]
- Parrocchiale di San Martino: parrocchiale situata a poca distanza dal castello, l'edificio è di origine tardo-rinascimentale, ma ha subito diversi rimaneggiamenti nel corso del tempo che ne hanno modificato l'aspetto originario.[8]

## Società

### Evoluzione demografica
È il comune con la popolazione meno numerosa della provincia di Asti. 
In cento anni la popolazione si è ridotta ad un quinto di quella presente nel 1921.
Abitanti censiti

## Amministrazione
Di seguito è presentata una tabella relativa alle amministrazioni che si sono succedute in questo comune.
| Periodo        | Periodo           | Primo cittadino      | Partito                                   | Carica  | Note   |
| -------------- | ----------------- | -------------------- | ----------------------------------------- | ------- | ------ |
| 1º luglio 1985 | 9 giugno 1990     | Angelo Pietro Grassi | -                                         | Sindaco | [ 11 ] |
| 9 giugno 1990  | 24 aprile 1995    | Maria Grazia Aramini | lista civica                              | Sindaco | [ 11 ] |
| 24 aprile 1995 | 14 giugno 1999    | Maria Grazia Aramini | centro                                    | Sindaco | [ 11 ] |
| 14 giugno 1999 | 14 giugno 2004    | Maria Grazia Aramini | lista civica                              | Sindaco | [ 11 ] |
| 14 giugno 2004 | 13 settembre 2005 | Angelo Garrone       | lista civica                              | Sindaco | [ 11 ] |
| 30 maggio 2006 | 16 maggio 2011    | Maria Grazia Aramini | lista civica                              | Sindaco | [ 11 ] |
| 16 maggio 2011 | 5 giugno 2016     | Maria Grazia Aramini | lista civica Torre sovrastata da bandiera | Sindaco | [ 11 ] |
| 5 giugno 2016  | 3 ottobre 2021    | Maria Grazia Aramini | lista civica Campanile                    | Sindaco | [ 11 ] |
| 3 ottobre 2021 | in carica         | Giuseppina Aramini   | lista civica Il campanile                 | Sindaco | [ 11 ] |